# Volta a Cataluña 1913
La Volta a Cataluña 1913 fue la tercera edición de la Volta a Cataluña. Se disputó en 3 etapas del 6 al 8 de septiembre de 1913. El vencedor final fue el español Juan Martí, por delante de Antonio Crespo, la cual se basó en la gran diferencia obtenida en el transcurso de la primera etapa con final en Lérida.
La carrera se inició con 23 ciclistas. De estos, 20 finalizaron la primera etapa, 13 la segunda y 12 llegaron a Barcelona con el último clasificado a más de 8 horas del vencedor.

## Etapas
| Etapa | Fecha           | Ciudades de etapa   | km         | Vencedor de la etapa | Líder de la general |
| ----- | --------------- | ------------------- | ---------- | -------------------- | ------------------- |
| 1.ª   | 6 de septiembre | Barcelona - Lérida  | 190,34 km  | Juan Martí           | Juan Martí          |
| 2.ª   | 7 de septiembre | Lérida - Manresa    | 128,2 km   | Antonio Crespo       | Juan Martí          |
| 3.ª   | 8 de septiembre | Manresa - Barcelona | 127,243 km | Antonio Crespo       | Juan Martí          |

### 1.ª etapa
06-09-1913: Barcelona - Lérida. 190,34 km
|   | Corredor         | Tiempo     |
| - | ---------------- | ---------- |
| 1 | Juan Martí       | 7h 46' 44" |
| 2 | Antonio Crespo   | + 23' 18"  |
| 3 | Francisco Túnica | + 29' 19"  |

|   | Ciclista         | Tiempo     |
| - | ---------------- | ---------- |
| 1 | Juan Martí       | 7h 46' 44" |
| 2 | Antonio Crespo   | + 23' 18"  |
| 3 | Francisco Túnica | + 29' 19"  |

### 2.ª etapa
07-09-1913: Lérida - Manresa. 128,2 km
|   | Corredor        | Tiempo     |
| - | --------------- | ---------- |
| 1 | Antonio Crespo  | 5h 52' 09" |
| 2 | Juan Martí      | + 1"       |
| 3 | Guillermo Antón | + 4"       |

|   | Ciclista        | Tiempo      |
| - | --------------- | ----------- |
| 1 | Juan Martí      | 13h 38' 54" |
| 2 | Antonio Crespo  | + 23' 17"   |
| 3 | Guillermo Antón | + 34' 32"   |

### 3.ª etapa[1]
08-09-1913: Manresa - Barcelona. 127,243 km
|   | Corredor       | Tiempo     |
| - | -------------- | ---------- |
| 1 | Antonio Crespo | 5h 12' 25" |
| 2 | Juan Martí     | + 5' 04"   |
| 3 | Joaquín Ansón  | + 6' 38"   |

|   | Ciclista        | Tiempo     |
| - | --------------- | ---------- |
| 1 | Juan Martí      | 18h 56' 23 |
| 2 | Antonio Crespo  | + 18' 13   |
| 3 | Guillermo Antón | + 50' 32   |

## Clasificación General
|    | Ciclista         | Tiempo      |
| -- | ---------------- | ----------- |
| 1  | Juan Martí       | 18h 56' 23  |
| 2  | Antonio Crespo   | + 18' 13    |
| 3  | Guillermo Antón  | + 50' 32    |
| 4  | Francisco Túnica | + 1h 25' 28 |
| 5  | Joaquín Ansón    | + 1h 27' 19 |
| 6  | Pascual Service  | + 1h 34' 39 |
| 7  | Tomás Fuentes    | + 2h 51' 49 |
| 8  | Salvador Marqués | + 2h 58' 21 |
| 9  | Jaime Mezquita   | + 3h 01' 07 |
| 10 | Víctor Sammarini | + 4h 18' 52 |